# Alejandro Tommasi
Alejandro Tommasi (Mexikóváros, Mexikó, 1957. augusztus 14. –) mexikói színész.

## Élete és pályafutása
1957. augusztus 14-én született. 
1980-ban a Colorina című telenovellában kapott szerepet. 2001-ben az Az ősforrásban játszott. 2007-ben megkapta Eliseo Bravo szerepét a Tormenta en el Paraíso című telenovellában.

## Filmográfia

### Telenovellák
- Corazón que miente (2016) .... Demián Ferrer Bilbatúa
- Hasta el fin del mundo (2014) .... Fausto Rangel
- La Malquerida (2014) .... Eusebio
- La Gata (2014) .... Noe
- Quiero amarte (2013) .... Omar Vásquez
- Mentir para vivir (2013) .... Gabriel Sánchez
- Maricruz (Corazón indomable) (2013) .... Bartolomé Montenegro (Magyar hangja: Imre István)
- A végzet hatalma (La fuerza del destino (2011) .... Gerardo Lomelí (Magyar hangja: Rosta Sándor)
- Correo de inocentes (2011) .... Andrés
- Gritos de muerte y libertad (2010) .... Miguel Hidalgo y Costilla
- Kettős játszma (Sortilegio) (2009) .... Samuel Albéniz (Magyar hangja: Katona Zoltán)
- Tormenta en el Paraíso (2007-2008) .... Eliseo Bravo
- Szerelempárlat (Destilando amor) (2007) .... Bruno Montalvo Gil (Magyar hangja: Barbinek Péter)
- Alborada (2005-2006) .... Felipe Alvarado
- Amy, la niña de la mochila azul (2004) .... Claudio Rosales
- Bajo la misma piel (2003-2004) .... Eugenio Rioja
- Az ősforrás (El manantial) (2001-2002) .... Justo Ramírez (Magyar hangja: Jakab Csaba)
- Carita de ángel (2000-2001) .... Jaime Alberto
- Sebzett szívek (Siempre te amaré) (2000) .... Octavio Elizondo (Magyar hangja: Mihályi Győző)
- Tres mujeres (1999-2000) .... Mario Espinoza
- Luz Clarita(1996-1997) .... Padre Salvador
- La antorcha encendida (1996) .... José Nicolás de Michelena
- Retrato de familia (1995-1996) .... Nicolás Negrete
- María la del barrio (1995-1996) .... Dr. Keller (Magyar hangja: Katona Zoltán)
- Bajo un mismo rostro (1995) .... Manuel Gorostiaga
- Imperio de cristal (1994-1995) .... Octavio Lombardo
- Capricho (1993) .... Tomás Ruiz
- En carne propia (1990-1991) .... Alexis Ortega "El Albino"
- Carrusel (1989-1990) .... Alberto del Salto
- El extraño retorno de Diana Salazar (1988-1989) .... Adrián Alfaro
- Martín Garatuza (1986)
- Guadalupe (1984)
- Principessa (1984) .... César
- Bianca Vidal (1983) .... Dr. Torres
- Gabriel y Gabriela (1982)
- Espejismo (1981)
- El hogar que yo robé (1981)
- Colorina (1980) .... Doménico